# Kolryss

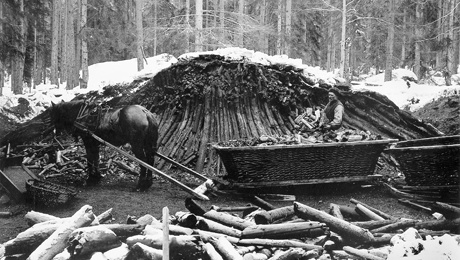
Kolryss med häst vid en mila.

Kolryss (av ryssja) var en hög korg, som gjordes av flätade spjälor av ene. Den största varianten rymde cirka 40 hektoliter. ”Ryssen” placerades på en kolsläde (flak på två kälkar efter varann länkade med en kätting) och lastades med träkol som hämtades från milorna, så fort vinterföret tillät, för att fraktas till hyttors och järnbruks kolhus, eller till järnvägsstationen för vidare transport. Kolen lastades, ”fatades” i ryssen från den släckta milan. ”Fatet”, som var flätat av ene liksom ryssen, fylldes på från milan med en kratta (harkan).
Ryssens storlek anpassades efter hästens styrka. Om hästen var riktigt stor och stark kunde till och med en extra, mindre ryss hakas på släp. Hästföraren satt längst fram på ryssen och stödde fötterna mot frammedarna.
Materialet i kolryssen förklaras av att den skulle vara såväl stark som lätt. Den var fastsatt på släden på så sätt att den gick att tippa för hand, när transporten nått fram.